# Otto Behaghel

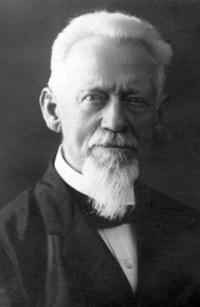
Otto Behaghel

Wilhelm Maximilian Otto Behaghel, född 3 maj 1854 i Karlsruhe, död 9 oktober 1936 i München, var en tysk germanist.
Behagel var professor i Heidelberg 1882–1883, i Basel från 1883 och därefter från 1888 i Giessen. Han började som textutgivare med arbeten som Heinrichs von Veldeke Eneïde (1882, 4:e upplagan 1922), och gjorde med sitt rektorstal Schriftsprache und Mundart (1896) en insats i frågan om det medelhögtyska skriftspråket. Han utgav även två skildringar av det tyska språkets historia; Die deutsche Sprache (1886, 7:e upplagan 1923) är mer populärvetenskaplig, medan den andra Geschichte der deutschen Sprache (1891, 5:e upplagan 1928) är utpräglat fackvetenskaplig. Han utgav vidare flera syntaktiska arbeten, främst Deutsche Syntax (tre band, 1923–28).